# Colorado River
Der Colorado (span. colorado bedeutet farbig, bunt bzw. rot) ist der größte und wichtigste Fluss im Südwesten Nordamerikas. Er ist 2334 km lang und verfügt über ein Einzugsgebiet von 635.000 km². Landwirtschaft, Trinkwasser- und Elektrizitätsversorgung im Südwesten der Vereinigten Staaten und in Teilen Kaliforniens hängen stark vom Wasserregime des Colorado River ab. Dazu wurde zwischen dem Ende des 19. Jahrhunderts und den 1980er Jahren eine Vielzahl von Bewässerungsprojekten unterschiedlicher Größe verwirklicht.
Seit vielen Jahren gilt der durch Dürre, Trockenheit und Wasserentnahme bedrohte Colorado River als der am stärksten gefährdete Fluss der USA.

## Flusslauf
Der Fluss entspringt im Rocky-Mountain-Nationalpark im US-Bundesstaat Colorado, nordwestlich von Denver auf der Westflanke der Nordamerikanischen Kontinentalen Wasserscheide. Er fließt von den Bergen der Rocky Mountains nach Utah und Arizona und bildet größtenteils die Grenze zwischen Arizona und Nevada sowie die komplette Grenze zwischen Arizona und Kalifornien. Danach fließt der Colorado River nach Mexiko und mündet zwischen den Bundesstaaten Baja California und Sonora in den Golf von Kalifornien. Der Colorado River entspringt in einem Gebiet mit hoher Gebietswasserspende und durchfließt in der Folge ein großes Trockengebiet. In den US-Bundesstaaten Utah, Nevada, Arizona und Kalifornien ist er daher ein sogenannter Fremdlingsfluss.
Wo der Colorado die Rocky Mountains verlässt, beginnt das Hochland des Colorado-Plateaus und damit der Mittellauf des Flusses. In diesem Bereich hat der Colorado mit seinen Nebenflüssen durch Erosion viele einzigartige Landschaften entstehen lassen. Auf einer Länge von 1.600 km fließt der Colorado River durch mehrere Canyons, unter anderem durch den Glenwood Canyon in Colorado, den Glen Canyon in Utah, den Marble Canyon und Grand Canyon in Arizona. Am Ausgang des Grand Canyons, heute im Staubereich des Lake Mead, beginnt der Unterlauf des Colorado River. Hier verläuft der Fluss zunächst durch die hochgelegene Mojave-Wüste und anschließend durch die tiefere Sonora-Wüste. Den Golf von Kalifornien erreicht der Colorado River nur noch bei starkem Hochwasser an der Oberfläche. Da oberhalb des Mündungsbereichs sehr viel Wasser zu Bewässerungszwecken entnommen wird und die geringen verbleibenden Reste im heißen Wüstenklima verdunsten bzw. im sandigen Boden versickern, fließt der Colorado nur noch unterirdisch dem Golf zu.
An der Mündung des Colorado River liegen die Inseln Montague, Gore und Pelícano.
Der Oberlauf des Colorado River bis zum Zusammenfluss mit dem Green River wurde früher Grand River genannt. Erst im Jahre 1921 wurde er auf Antrag des Staates Colorado vom amerikanischen Kongress in Colorado River umbenannt.

## Ökosysteme

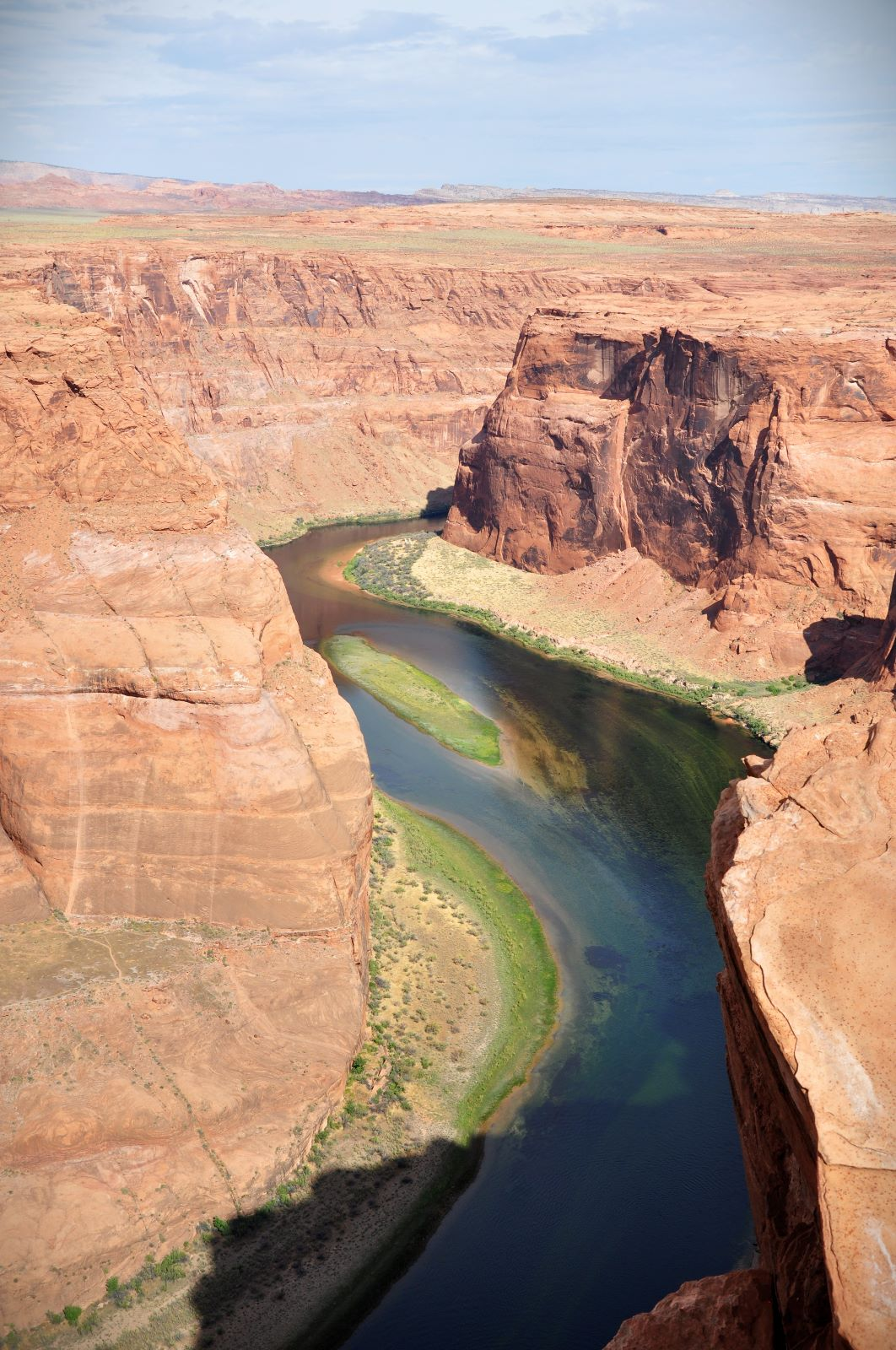
Spärliche Vegetation am Colorado River im Bereich des Horseshoe Bend in Arizona

Der historische Zustand des Colorado River ist weitgehend unbekannt. Vor dem Bau des Glen Canyon Dam, der 1963 vollendet wurde, gab es keine übergreifenden Untersuchungen. Die erste Welle an systematischer Forschung begann erst 1977 auf Anregung und bezahlt durch das Bureau of Reclamation, den Betreiber der Talsperre.
Die Ökosysteme des Flusses unterscheiden sich stark in den verschiedenen Flussabschnitten. Während der Oberlauf des Colorado River als kalter und klarer Gebirgsfluss beschrieben werden kann, nimmt er durch eigene Erosion und Zufuhr von Geschiebe durch die Zuflüsse auf dem Colorado-Plateau gewaltige Mengen an Schwebstoffen auf. Mit dem Zufluss des Gila Rivers in Arizona werden Mineralien und insbesondere Salze in den Colorado eingetragen, die die chemische Zusammensetzung und Salinität verändern. Außerdem ist der Unterlauf durch Wasserentnahme flach und erwärmt sich im Wüstenklima stark.
Die extreme Veränderung des Wasserregimes durch den Bau von Staudämmen und die Ausleitung von Wasser hat die aquatischen Ökosysteme des Mittel- und Unterlaufes stark beeinträchtigt. Die Stauseen sind tief und die Fließgeschwindigkeit ist stark reduziert. Unterhalb der Dämme führt das Fehlen von Geschiebe dazu, dass der Fluss sich eingräbt und das Wasser hier kälter und reißender wird, was wiederum dazu führt, dass das Benthal grobkörniger wird. Durch die Staustufen heizt das Wasser sich gleichzeitig vor den Dämmen auf. Sowohl Lebewesen, die auf warme Flachwasserzonen angewiesen sind, als auch große Fische, die auf eine bestimmte Wassertemperatur in Kombination mit einer gewissen Wasserqualität angewiesen sind, verlieren daher ihre Lebensräume. Der Rotlachs ist ein prominentes Beispiel; im Jahr 2022 verendeten zehntausende Tiere durch Pilzinfektionen, die durch den Anstieg der Wassertemperatur sprunghaft zugenommen hatten.
Die Gesamtzahl der ursprünglichen Fischarten im Einzugsgebiet des Colorado wird typischerweise mit 49 angegeben, davon gelten vier als lokal ausgestorben. Andererseits wurden mindestens 72 nicht-heimische Arten in das Einzugsgebiet eingeführt, vorwiegend im Interesse der Sportfischerei. Einzelne Stimmen nehmen nur 36 oder gar 29 ursprünglich heimische Arten an. Alle anderen wären danach vom Menschen eingeführt, darunter vor allem der Katzenwels Ictalurus punctatus und der ursprünglich aus Eurasien stammende Karpfen. Beide Arten haben erheblich zum Rückgang einheimischer Fische beigetragen, weil deren Laich ihnen als Nahrung dient. Zu den am stärksten bedrohten Arten gehört Gila cypha, ein Karpfenfisch, zu dessen Rettung von 2009 bis 2011 ein Ansiedelungsprojekt im Grand-Canyon-Nationalpark lief.
In den 1970er Jahren machten Karpfen 70–80 Prozent aller im Mittellauf des Colorado gefangenen Fische aus. Seit Anfang der 1980er Jahre nimmt der Anteil massiv ab, Untersuchungen mit denselben Methoden wie vorher ergaben seitdem nur noch rund 25 Prozent Karpfen und diese nur noch in kleinen Schulen. Als Ursache gelten die Veränderungen durch den Talsperrenbau, die zunächst den Karpfen stark bevorzugten, sich aber über etwa zwanzig Jahre wieder einpendelten. Weiterhin machen eingeführte Arten rund 85 Prozent des Bestandes im am besten untersuchten Abschnitt innerhalb des Grand-Canyon-Nationalparks aus.
Die Insektenpopulation im Oberlauf des Colorado wird durch Steinfliegen, Köcherfliegen und Eintagsfliegen dominiert. Zusammen mit im Wasser lebenden Käfern und einigen echten Fliegen machen sie 95 Prozent der Wirbellosen aus. Auf dem Colorado-Plateau und im Unterlauf des Flusses sind die Insekten durch den hohen Anteil an Schwebstoffen im Wasser stark reduziert. Wenigborster und der Flohkrebs Gammarus lacustirs, sowie eine Vielzahl an Schnecken stellen den größten Teil der Wirbellosen im Mittellauf des Colorado.
Die Ufervegetation ist durch die unterschiedlichen Höhenstufen und die umgebenden Ökosysteme geprägt. Bedeutend ist die Tamariske als Neophyt. Mit ihrem hohen Wasserbedarf können Tamarisken-Gebüsche die Uferzonen dominieren und die natürliche Vegetation verdrängen. In einigen der Naturschutzgebiete am Fluss wird die Art daher mit mechanischen Mitteln bekämpft.

## Wasserregime
Der Colorado River gehört zu den am meisten durch den Menschen genutzten Flüssen weltweit. Obwohl sein gesamtes Einzugsgebiet im Durchschnitt nur von sieben Menschen pro Quadratkilometer besiedelt ist, wird jeder Tropfen Niederschlag entlang des Flusslaufes statistisch etwa 17-mal zur Bewässerung, Stromerzeugung oder als Trinkwasser verwendet. So versorgt der Fluss rund 40 Millionen Amerikaner (darunter fast 30 indianische Völker) und eine rund acht Milliarden Dollar umfassende Landwirtschaftsindustrie mit Wasser. Etwa 80 Prozent des Wassers des Colorado River wird für landwirtschaftliche Zwecke genutzt.

### Das Colorado-Big-Thompson-Projekt
Das Colorado-Big-Thompson-Projekt ist das größte Wasserumleitungsprojekt in Colorado. Auf der Westseite der Rocky Mountains wird das Wasser am Oberlauf des Colorado im Grand Lake, Lake Granby und in künstlich angelegten Stauseen gesammelt. Ein großer Teil des Wassers wird durch den Alva-B.-Adams-Tunnel unter der Kontinentalen Wasserscheide hindurch auf die Ostseite der Berge zum Big Thompson River, einem Nebenfluss des South Platte River, geleitet. Auf seinem Weg durch die Berge wird es zur Stromerzeugung genutzt. Auf der Ostseite dient es zur Bewässerung von rund 290.000 ha landwirtschaftlicher Fläche und versorgt die Städte Fort Collins und Greeley sowie die Colorado State University und mehrere ländliche Gemeinden mit Wasser für die Industrie und den privaten Verbrauch.
Das System des Colorado-Big-Thompson-Projektes erstreckt sich 240 km in Ost-West-Richtung und 105 km in Nord-Süd-Richtung. Die Wasserlieferungen durch das System betragen im Schnitt 213.000 acre-feet (ca. 263 Mio. m³) pro Jahr.

### Stauseen und Staudämme

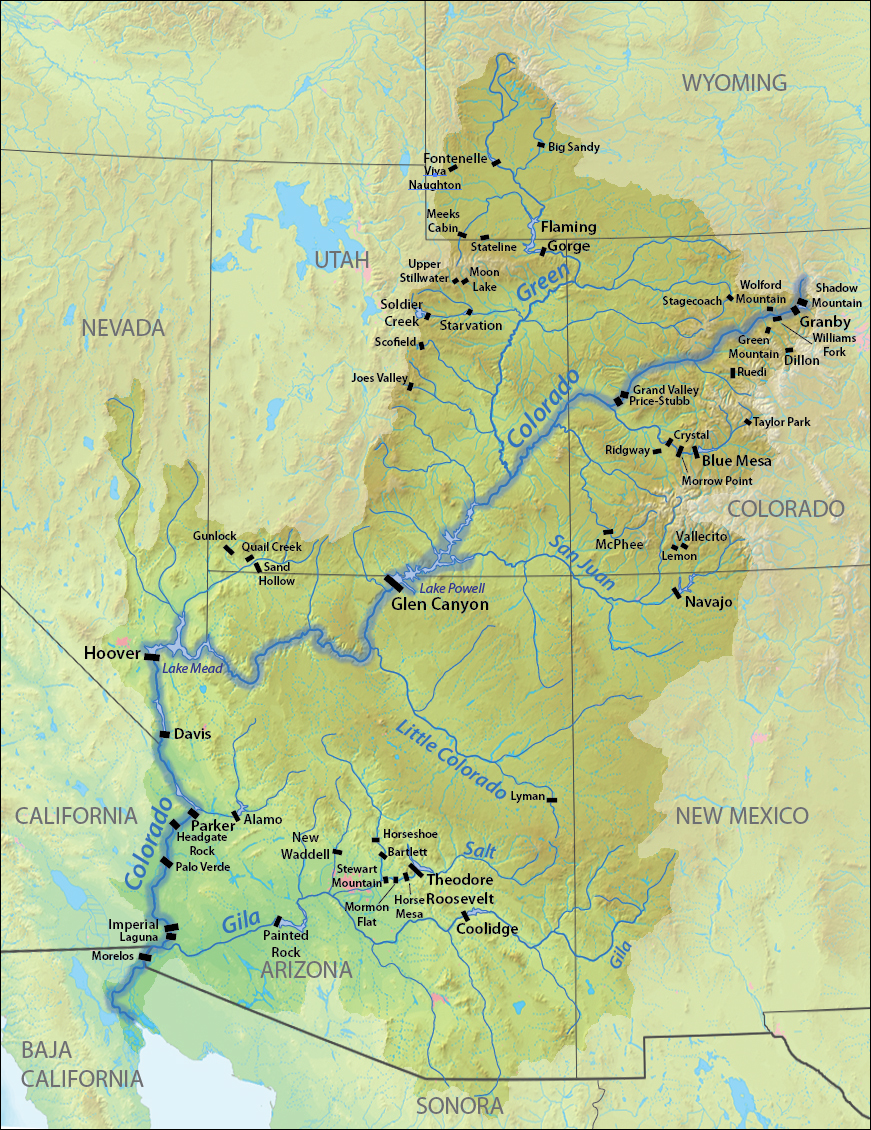
Stauanlagen am Colorado River

Entlang des Flusses gibt es mehrere gewaltige Stauanlagen wie beispielsweise den Hoover Dam, der den Lake Mead in der Nähe von Las Vegas aufstaut, und den Glen Canyon Dam am Lake Powell. Die Stauseen sind Trinkwasserspeicher und dienen der Stromerzeugung.
Über Kanäle gelangt das Wasser des Colorado bis in die großen Städte Los Angeles, San Diego, Phoenix und Tucson. Durch die intensive Wasserentnahme ist das Flussbett an der Mündung heute meist trocken.
Liste der Staudämme und Stauseen am Colorado flussabwärts:
- Shadow Mountain Dam staut den Shadow Mountain Lake
- Granby Dam staut den Lake Granby
- Glen Canyon Dam staut den Lake Powell
- Hoover Dam staut den Lake Mead
- Davis Dam staut den Lake Mohave
- Parker Dam staut den Lake Havasu
- Palo Verde Diversion Dam
- Imperial Dam
- Laguna Diversion Dam
- Morelos Dam

### Eingriffe, Regelungen und Auswirkungen
Bei der Bewässerung des Imperial Valleys kam es 1905 zum sogenannten „Great Salton Accident“, bei dem ein Damm des Colorado River über mehrere hundert Meter brach. In dessen Folge floss über zwei Jahre fast das gesamte Wasser des Colorado in die Salton-Senke und bildete dort den künstlichen Saltonsee, der heute noch der größte See Kaliforniens ist.
Damm-Bauten, vor allem des Glen Canyon Dam im Jahr 1966, halten das Wasser zurück, so dass seitdem der Fluss südlich des Morelos Dam an der Grenze zwischen Arizona und Mexiko trocken ist. Der Unterlauf des Colorado ist elementarer Teil des Pacific Flyway von Patagonien bis Alaska, so dass die Zugvögel seither die Sonora-Wüste ohne Wasser überqueren müssen.
Die Nutzung des Flusswassers wird seit Anfang des 20. Jahrhunderts durch eine Reihe von Gesetzen und Vereinbarungen geregelt, die unter der Bezeichnung Law of the River zusammengefasst werden, die Verwaltung der Nutzung erfolgt durch die US-Bundesbehörde Bureau of Reclamation in Zusammenarbeit mit den jeweiligen Bundesstaaten.
Der zentrale Grundsatz „use it or lose it!“ („nutz es oder du verlierst es!“) für Wasserzuteilungen regelt, dass nicht benötigtes Wasser ohne Zustimmung der Partner weder an andere Parteien weitergegeben noch in Stauseen über längere Zeit gespeichert werden darf, sondern von jedem anderen genutzt werden kann. Dieses Prinzip verhindert Anreize, Wasser zu sparen und führte dazu, dass die Landwirtschaft in den Regionen kontinuierlich intensiviert wurde, um zugeteiltes Wasser auch zu verbrauchen.

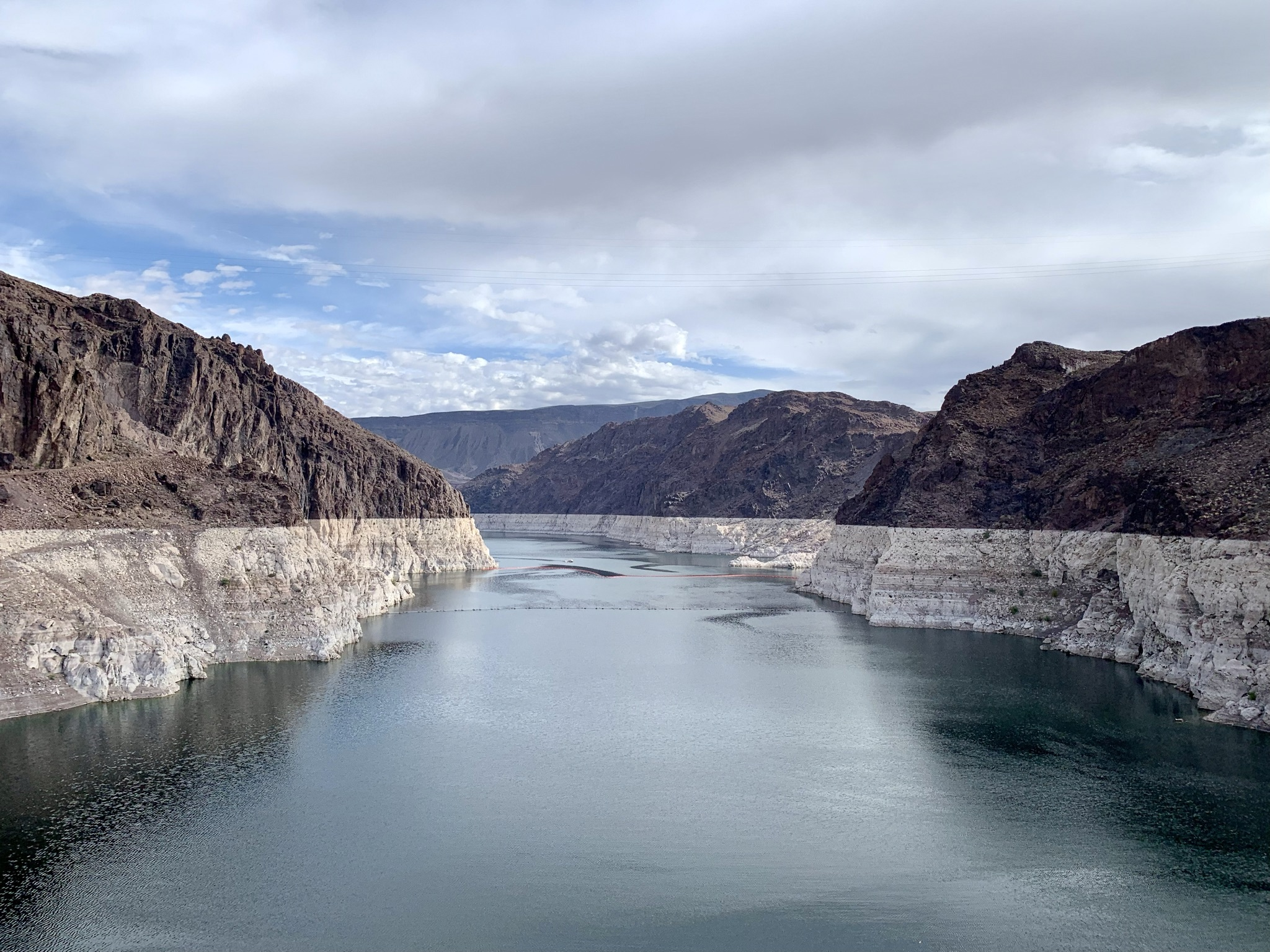
Der frühere Wasserstand des Lake Mead am Hoover Dam, befand sich auf Höhe der hellen Linie

Unterhalb des Hoover Dam gilt die folgende Verteilung in million acre feet (MAF) pro Jahr:
- 1,5 MAF (ca. 1,85 km³) für Mexiko,
- 4,4 MAF (ca. 5,43 km³) für Kalifornien,
- 2,8 MAF (ca. 3,45 km³) für Arizona und
- 0,3 MAF (ca. 0,37 km³) für Nevada.

Da der jährliche Zufluss aber 1,48 km³ (1,2 MAF) weniger beträgt als die gesetzlich verpflichtende Abgabe, sinkt der Wasserspiegel im Lake Mead kontinuierlich. Im Jahr 2014 hielt der See noch 14,8 km³ (12 MAF), so dass bei unverändertem Wasserregime in zehn Jahren der Stausee leer wäre und die Berechtigten weiter unten nicht mehr die zugesprochenen Wasserrechte nutzen könnten. Vorher setzen Notfallmaßnahmen ein, wenn der Wasserspiegel des Lake Mead bestimmte Schwellen unterschreitet.
Noch im Jahr 2014 wäre es aus Expertensicht möglich gewesen, die Nutzung und Verteilung der Wassermenge so anzupassen, dass diese sowohl für den menschlichen Bedarf als auch für eine teilweise Renaturierung des Colorado River ausgereicht hätte.
Im Frühjahr 2014 wurde erstmals für ein Renaturierungsprojekt Wasser in den seit Jahrzehnten trockengefallenen Unterlauf des Flusses abgegeben. Vom 23. März bis 21. Mai wurde der Morelos Dam geöffnet. Das Experiment wurde möglich, weil 2010 ein Erdbeben mexikanische Bewässerungskanäle zerstört hatte. Die USA schlossen daraufhin mit Mexiko eine Vereinbarung, nach der das für Mexiko vorgesehene Wasser im Lake Mead und Lake Powell zurückgehalten werden sollte, bis Mexiko es wieder nutzen konnte. Diese vertrauensbildende Maßnahme erlaubte weitergehende Verhandlungen zwischen den ansonsten zerstrittenen Parteien der Verträge. In der Folge unterstützte die USA Mexiko bei der Reparatur und Verbesserung des Kanalsystems, was künftig Wasser spart. Dafür werden Teile des gesparten Wassers für die Renaturierung des Flusses verwendet.

## Gefährdung durch anhaltende Dürre

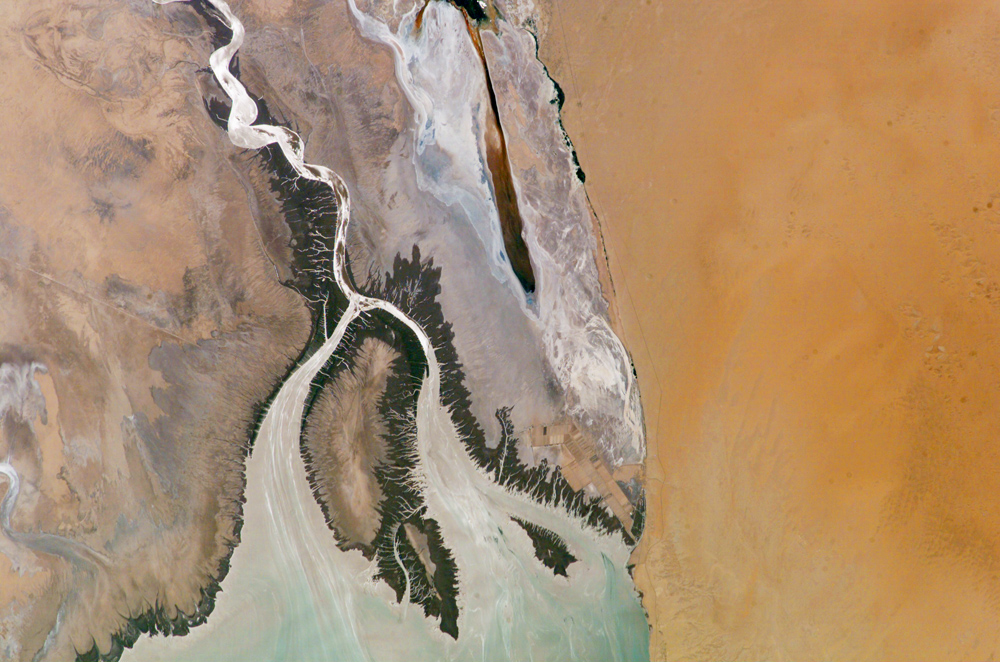
Mündungsdelta im Jahr 2004 (Luftaufnahme)

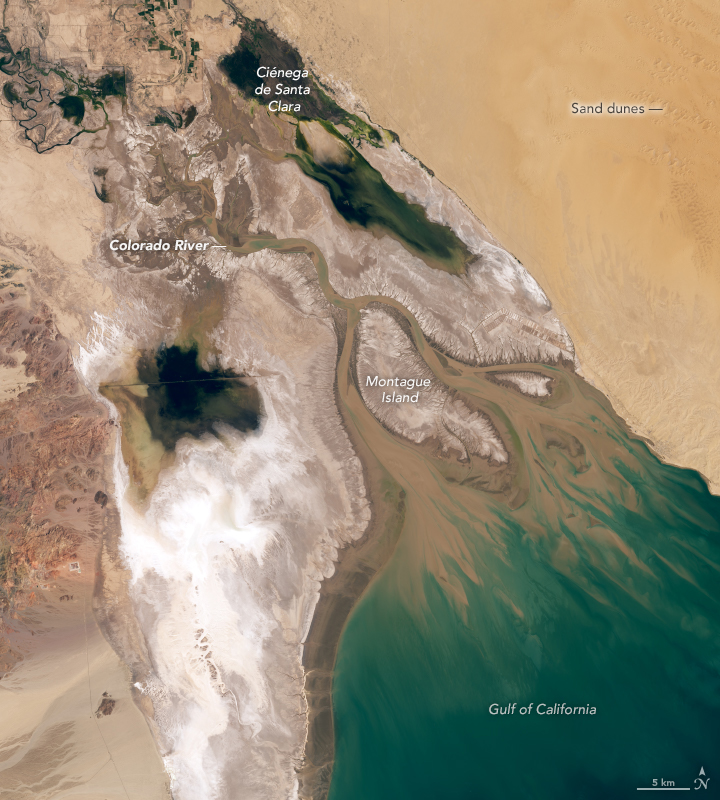
Ausgetrocknetes Delta im Jahr 2020

Weil der Fluss besonders im südlichen Teil durch einige der trockensten Landschaften der USA fließt, ist seine Wassermenge abhängig von der Schneedecke, die sich in den Rocky Mountains im Winter ansammelt und im Frühjahr schmilzt. Durch die globale Erwärmung hat sich die Schneemenge auf den Rocky Mountains verringert. Über 90 Prozent des Wassers, welches der Colorado River normalerweise führt, stammt aus der Schneeschmelze.
Im Jahre 2000 begann der Fluss, aufgrund vergleichsweise geringer Niederschläge immer weniger Wasser zu führen. Nach der geologischen Untersuchung der letzten 800 Jahre stellten Geologen jedoch fest, dass es umgekehrt in den letzten hundert Jahren zu überdurchschnittlich hohen Regenfällen im Westen der USA gekommen war. Durch deren Ausbleiben wäre die ganze Wasser- und Energieversorgung des US-amerikanischen Westens, die vom Colorado River abhängt, gefährdet. Diese Gefahr wird durch gleichzeitig stark wachsende Einwohnerzahlen in dem Gebiet verstärkt. Der Lake Powell hat seit 2000 über 60 Prozent seines Wassers verloren. Das Volumen des Lake Mead ist in der gleichen Zeit etwa 40 Prozent kleiner geworden. Die Niederschläge im Einzugsgebiet des Flusses reichen nach einer Studie von 2012 bereits nicht mehr aus, um die Ausleitungen zu decken, so dass die Vorräte in den Stauseen schrumpfen.
Innerhalb von 20 Jahren sank der Wasserpegel am Lake Mead um insgesamt 42 Meter – zeitgleich wurde im Jahr 2022 angegeben, der See habe mittlerweile nur noch 35 Prozent seines ursprünglichen Wasservolumens. Um die Entwicklung zu stoppen, sieht ein neuer Plan zur Wassernutzung vor, dass die Entnahme von Wasser aus dem Lake Mead für landwirtschaftliche Zwecke (zunächst für Arizona, dann auch für Kalifornien) zunächst gedrosselt und schließlich eingestellt werden soll. Einer drohenden Rationierung von Trinkwasser hofft man so zu entgehen. Experten gehen davon aus, dass die maximale Fördermenge für Wasser bereits überschritten wurde. Vergleichbar mit dem sogenannten Peak Oil bezeichnet Peak Water einen vom Menschen verursachten Zustand, bei dem sich die Ressource Wasser – durch Übernutzung in Kombination mit dem Klimawandel – nicht mehr von selbst auffüllt. Diese Entwicklung wurde durch die Dürre 2020/2021 weiter verstärkt.
Bereits 2013 wurde der Colorado River auf Platz 1 der zehn am stärksten gefährdeten Flüsse der Vereinigten Staaten gesetzt. Unterdessen wird von einer Klimakatastrophe für die USA gesprochen. Im Jahr 2022 führt der Colorado River die Liste der bedrohten Flüsse nach wie vor an. Durch die Austrocknung sind nicht nur die Wasser- und Stromversorgung von bis zu 40 Millionen Menschen gefährdet, auch die Artenvielfalt und die Anzahl an Fischen nehmen dramatisch ab. Obwohl Bemühungen unternommen wurden, diesen Trend durch Renaturierungsmaßnahmen aufzuhalten, um die Wasserqualität zu verbessern und den Fluss als Habitat zu erhalten, hat sich am bedenklichen Zustand des Colorado River bisher nichts geändert.

## Nebenflüsse und Orte
Zu den wichtigsten Nebenflüssen des Colorado zählen (von Nord nach Süd):
- Gunnison River (links – Colorado)
- Dolores River (links – Colorado, Utah)
- Green River (rechts – Wyoming, Colorado, Utah)
- Dirty Devil River (rechts – Utah)
- Escalante River (rechts – Utah)
- San Juan River (links – New Mexico, Utah)
- Paria River (rechts – Utah, Arizona)
- Little Colorado River (links – Arizona)
- Kanab Creek (rechts – Utah, Arizona)
- Virgin River (rechts – Utah, Arizona, Nevada)
- Gila River (links – Arizona)

Orte am Colorado River sind unter anderem:
- Glenwood Springs (Colorado)
- Grand Junction (Colorado)
- Moab (Utah)
- Page (Arizona)
- Boulder City (Nevada)
- Lake Havasu City (Arizona)
- Yuma (Arizona)
- San Luis Río Colorado (Sonora)

## Musik
Die Landschaft um den Colorado River, insbesondere der Grand Canyon, inspirierte viele bildende Künstler und Musiker zu einer künstlerischen Auseinandersetzung mit ihr. Unter anderen sind im klassischen und im Pop/Rock/Country-Bereich Musikstücke entstanden, die den Fluss und die Schlucht zum Thema haben:
- Ferde Grofé: Grand Canyon Suite (1929–1931) mit den Sätzen Sunrise, The Painted Desert, On the Trail, Sunset und Cloudburst. Analogaufnahme in Vinyl mit dem London Festival Orchestra unter Leitung von Stanley Black: Liner SPC 21002.

- Refugee: Grand Canyon, Rock-Suite auf dem Album Refugee (1973).

- Johnny Cash: You wild Colorado, Folksong auf dem Album Orange Blossom Special (1965).

- Drive-by Truckers: Grand Canyon, aus dem Album English Oceans (2014)

## Dokumentationen
- Wasser ist Zukunft: Der Colorado – Ein Fluss sucht seine Mündung. 53-minütige Fernsehdokumentation von Frank Nischk (Arte, Deutschland 2017).
- Der Colorado River – Ein gedrosselter Riese. 44-minütige Fernsehdokumentation von Katja Esson (rbb, Deutschland 2016).
- USA: Der Südwesten dörrt aus | ARTE Reportage | Abrufbar auf dem Youtube Channel von Arte, 2019